# San Giovanni d'Asso
San Giovanni d'Asso è un municipio di 890 abitanti del comune italiano di Montalcino, nella provincia di Siena, in Toscana.
Sorge al centro delle Crete Senesi lungo il torrente Asso, da cui prende il nome. Fino al 31 dicembre 2016 è stato un comune autonomo.

## Geografia fisica

### Territorio
Il territorio di San Giovanni d'Asso copre la zona centro-meridionale delle Crete Senesi, raggiungendo il confine settentrionale della Val d'Orcia.

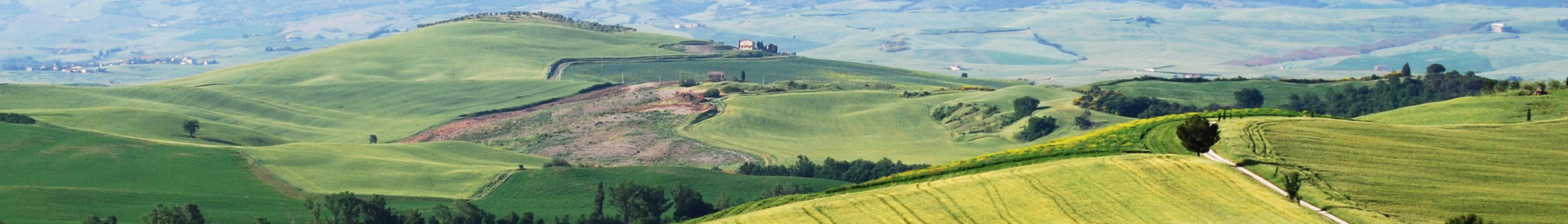
Paesaggio delle Crete Senesi

Il paesaggio è caratterizzato da vari rilievi collinari con vasti e aridi terreni argillosi e con boscaglie nei pressi dei numerosi corsi d'acqua, prevalentemente ruscelli e piccoli torrenti; il più rilevante di questi è il torrente Asso, lungo 35 km, che nasce nei pressi di Casabianca, frazione di Trequanda a nord-est di San Giovanni d'Asso, scorre nei pressi del paese costeggiando la strada provinciale 14 Traversa dei Monti fino a Torrenieri, per poi sfociare nell'Orcia.
- Classificazione sismica: zona 3 (sismicità bassa), Ordinanza PCM 3274 del 20/03/2003

### Clima
- Classificazione climatica: zona D, 1873 GR/G
- Diffusività atmosferica: media, Ibimet CNR 2002

## Origini del nome
Il nome "San Giovanni d'Asso" proviene dall'unione di due nomi: quello del santo a cui è dedicata la chiesa parrocchiale, ovvero San Giovanni Battista e quello del torrente Asso, affluente dell'Orcia, che scorre alle pendici del colle sul quale si trova il paese.

## Storia
All'interno dei confini del territorio dell'ex comune di San Giovanni d'Asso sono state rinvenute testimonianze di insediamenti etruschi nella zona di Lucignano d'Asso e Monterongriffoli, e nella stessa area anche reperti di epoca romana, riconducibili alla presenza di templi.
Tra la fine del V e l'inizio del VI secolo sorse, lungo l'attuale tratto della strada provinciale 14 Traversa dei Monti che collega il capoluogo a Torrenieri, un importante centro religioso, la pieve di San Pietro a Pava, che viene citata per la prima volta nel 714-715 tra le pievi contese tra il vescovo di Arezzo e quello di Siena; successivamente sorse una seconda pieve nei pressi di quella più antica, dedicata alla Madonna e individuata con l'attuale chiesa della Natività di Maria a Pieve a Salti, che dal IX secolo sostituì San Pietro a Pava in seguito ad un crollo di quest'ultima.
Nel Medioevo iniziò a nascere il vero e proprio paese: già nel 714 è documentata l'esistenza della chiesa di San Pietro in Villore e, fino al 1178, il paese fu conteso fra il vescovo di Arezzo e quello di Siena, che poi ebbe la meglio. Inoltre, nel XIII secolo il castello venne notevolmente ampliato dai Petroni, poi ristrutturato dai Pannilini che ne conservarono la proprietà fino al XX secolo.
Il 2 giugno 1777 entrò in vigore il Regolamento particolare con cui le comunità di San Giovanni d'Asso, Lucignano d'Asso, Monterongriffoli e Vergelle vennero unite, per volere del granduca di Toscana Pietro Leopoldo, dal punto di vista economico, sociale e amministrativo, andandosi a formare il primo nucleo del comune.
Il 1º giugno 1877 venne approvato, dalla Camera Regia, il disegno di legge proposto dal deputato fiorentino Bonaventura Chigi Zondadari con cui Montisi e Montelifré, frazioni fino ad allora di Trequanda, entrarono a far parte del territorio di San Giovanni d'Asso; la legge diventò effettiva dal 1º gennaio 1878, con la firma del re Vittorio Emanuele II.
Il 1º gennaio 2017, in seguito ad un referendum che ha avuto luogo nei due comuni, il territorio di San Giovanni d'Asso si è unito per fusione con quello di Montalcino; il nuovo comune ha mantenuto la denominazione di Montalcino.

### Simboli
Lo stemma e il gonfalone erano stati concessi con decreto del presidente della Repubblica del 3 marzo 1998.
Il gonfalone era un drappo di azzurro.

## Monumenti e luoghi d'interesse

### Architetture religiose

#### Pieve di San Giovanni Battista

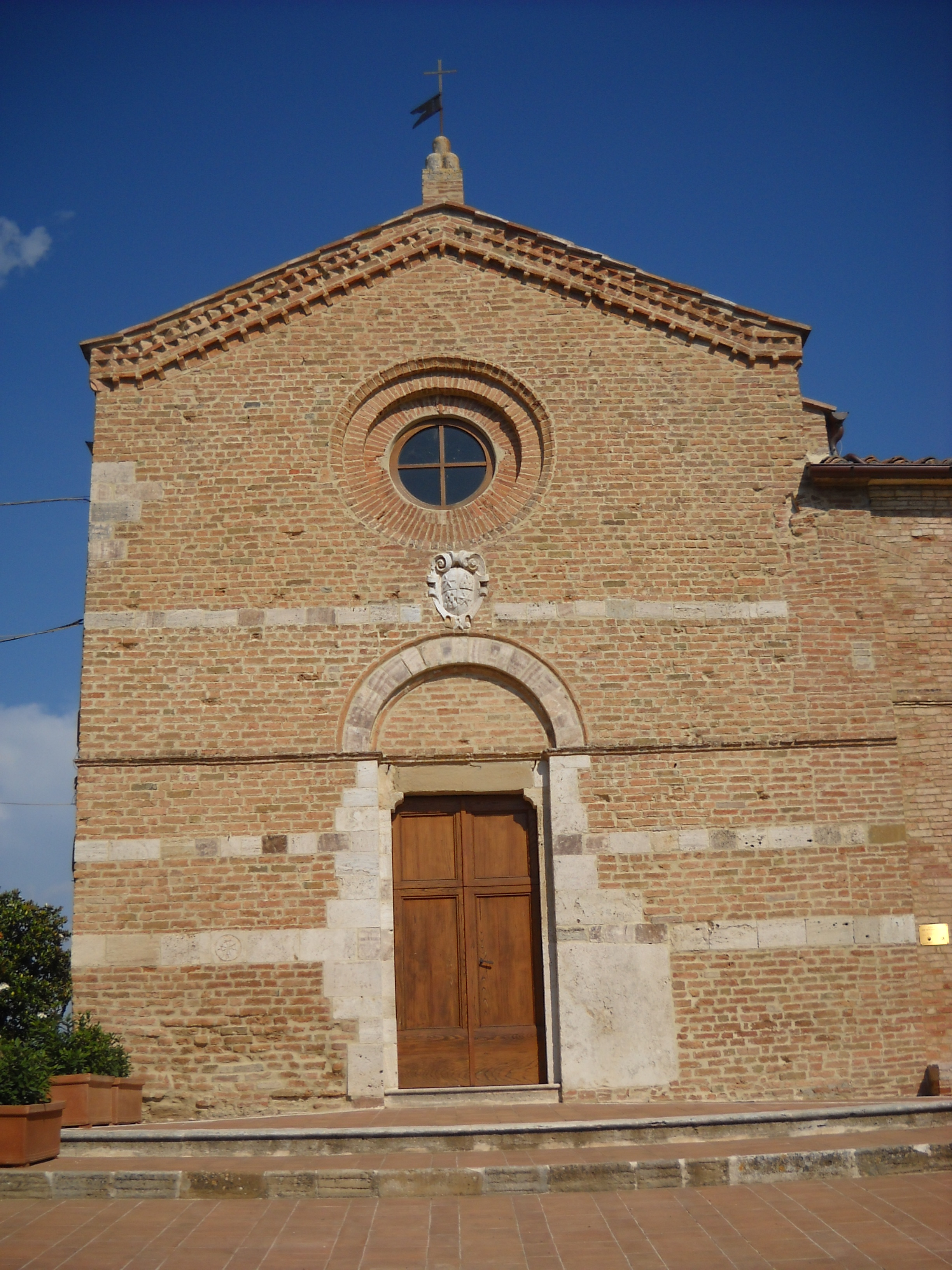
Pieve di San Giovanni Battista.

La pieve di San Giovanni d'Asso è la chiesa principale del paese, sede dell'omonima parrocchia, appartenente alla diocesi di Montepulciano-Chiusi-Pienza, che si estende sul capoluogo e la località di Lucignano d'Asso.
L'edificio risale ai primi decenni del XIV secolo, dopo che la famiglia Petroni acquisì la proprietà del paese; sede di parrocchia dal 1492 e pieve dal 1539, venne restaurata nel XVII secolo dalla famiglia Pannilini, che si occupò anche di sistemare all'interno della chiesa le reliquie donate dal cardinale Riccardo Petroni. Nuovi restauri sono stati condotti nei secoli XIX e XX.
Nella semplice facciata a capanna, preceduta da un sagrato, si aprono il piccolo rosone circolare ed il portale sormontato da una semplice lunetta vuota. All'interno la chiesa è a navata unica con soffitto a travi lignee sorretto da archi a tutto sesto che dividono l'ambiente in più campate. Il presbiterio, riorganizzato con nuovi arredi di alcun pregio artistico dopo il Concilio Vaticano II, è dominato dalla seicentesca ancona, all'interno della quale sono custodite le reliquie di vari santi donate dal cardinale Riccardo Petroni, fra le quali quelle di San Pietro apostolo, San Giovanni Evangelista e Santa Caterina da Siena.

#### Chiesa di San Pietro in Villore

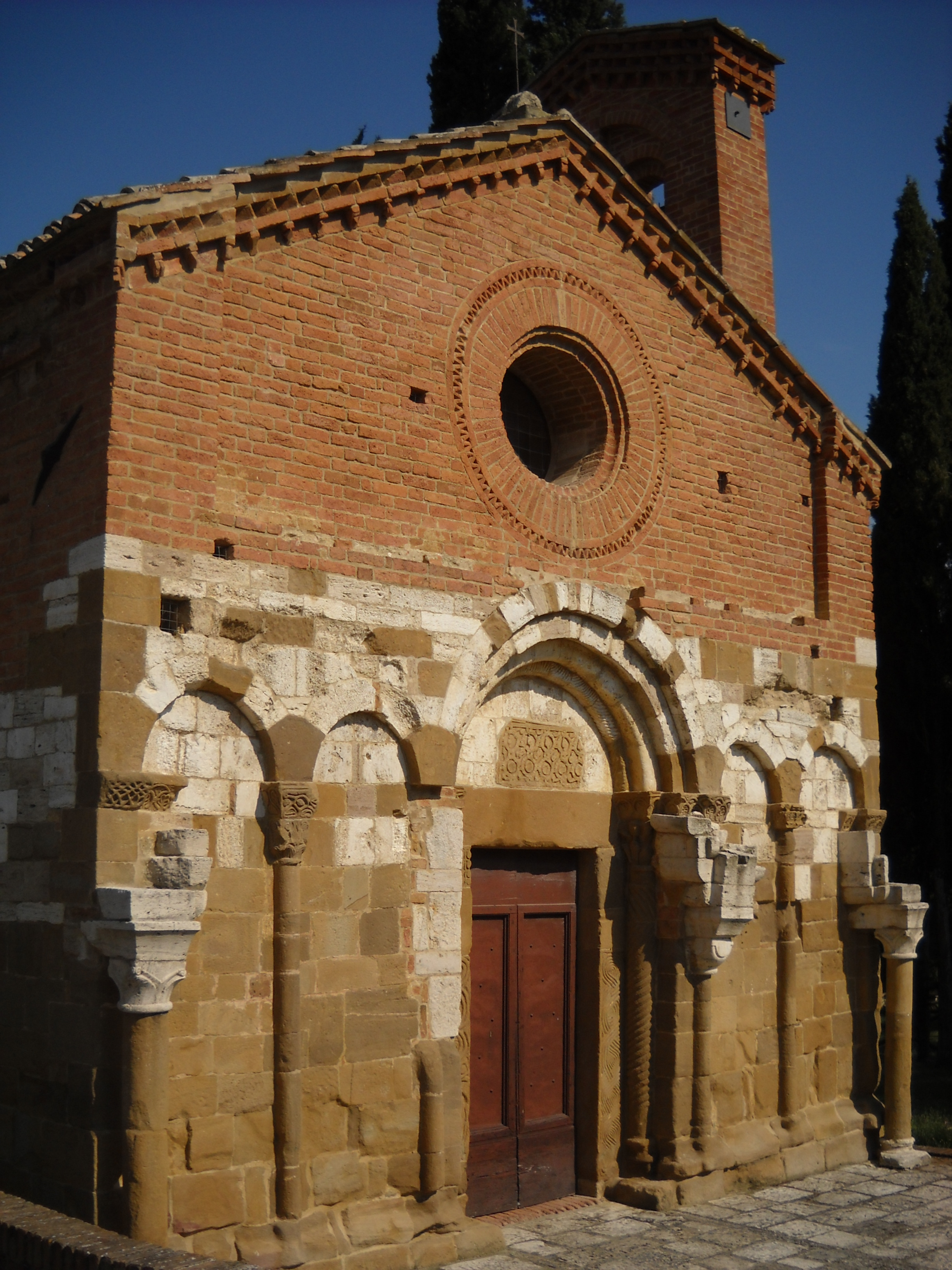
Chiesa di San Pietro in Villore.

La chiesa di San Pietro in Villore, fino al 1492 chiesa parrocchiale del paese, è situata al di fuori dell'antico centro abitato, nei pressi di piazza Antonio Gramsci.
Citata già nel 714-715 in merito alla disputa delle pievi tra il vescovo di Siena e quello di Arezzo e nuovamente negli anni 833-883 in documenti della diocesi di Arezzo, risale, nelle forme attuali, al XII secolo, con alcune aggiunte, tra le quali il campanile, dovute al restauro conservativo dell'inizio del XX secolo. Esternamente la chiesa è caratterizzata dalla facciata a capanna, che nella parte inferiore presenta le tracce dell'originaria presenza di un nartece poggiante su colonnine. Al centro, al di sotto del rosone circolare, si apre il portale, i cui stipiti sono scolpiti con motivi geometrici. All'interno, l'ambiente si articola in un'unica navata, con due campate coperte con volta a crociera; nella parete di fondo si apre l'abside semicircolare, ospitante l'altare e la copia di un Crocifisso del XII secolo, già nella chiesa e attualmente nel Museo diocesano d'arte sacra di Pienza. In corrispondenza della seconda campata, al di sotto del pavimento, vi è la cripta, con orientamento trasversale rispetto al resto della chiesa, divisa in tre navatelle da colonnine con capitelli geometrici.
Nella chiesa si trovava il Trittico della Madonna col Bambino e i santi Pietro e Paolo, opera di Ugolino di Nerio (1320-1325 circa), attualmente facente parte della Collezione Contini Bonacossi della Galleria degli Uffizi a Firenze.

#### Chiesa della Misericordia

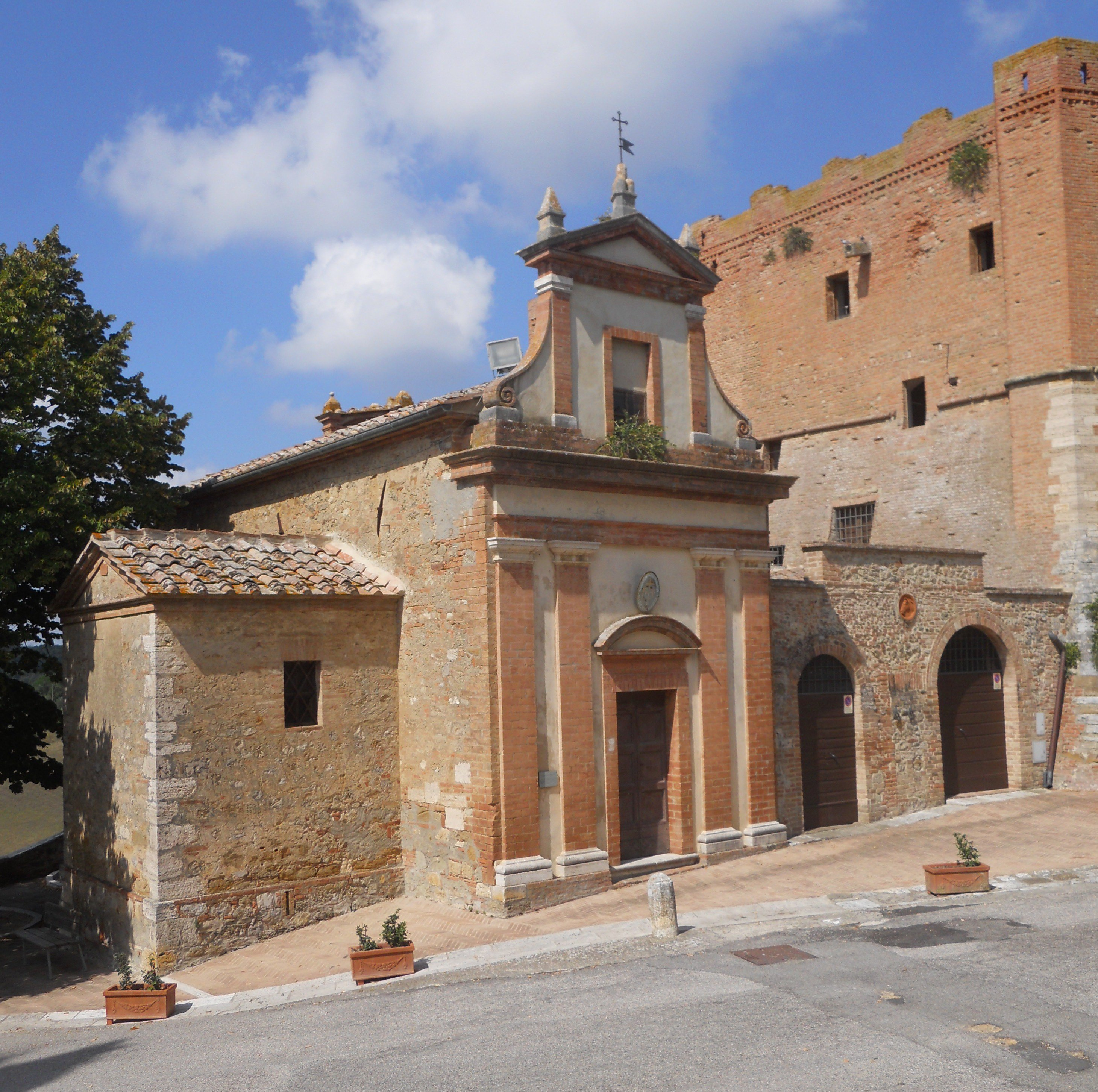
Chiesa della Misericordia.

La chiesa della Misericordia, dedicata a Sant'Antonio Abate, prende il nome dall'omonima confraternita laicale, fondata nel 1854, della quale costituisce l'oratorio.
L'edificio attuale, situato nel borgo antico, dirimpetto alla pieve di San Giovanni Battista, venne costruito nel 1854 dall'allora pievano Girolamo Marsili in luogo di una più antica cappella, come sede della nuova confraternita.
La chiesa, in stile neoclassico, presenta all'esterno una slanciata facciata, caratterizzata dalla bicromia originata dall'alternarsi di elementi decorativi in mattoni rossi all'intonaco chiaro della parete; nella parte inferiore, tra due coppie di lesene, si apre il portale, sormontato dallo stemma della confraternita, mentre in quella superiore, leggermente più stretta rispetto alla precedente e a quest'ultima raccordata tramite due volute laterali, vi è una finestra rettangolare. L'interno è a navata unica di tre campate, coperta con volta a botte e terminante con un'abside poligonale, all'interno della quale vi è l'altare in stucco dipinto a finto marmo, con alle sue spalle una nicchia contenente la statua del santo dedicatario.

#### Chiesa della Madonna del Tribbio

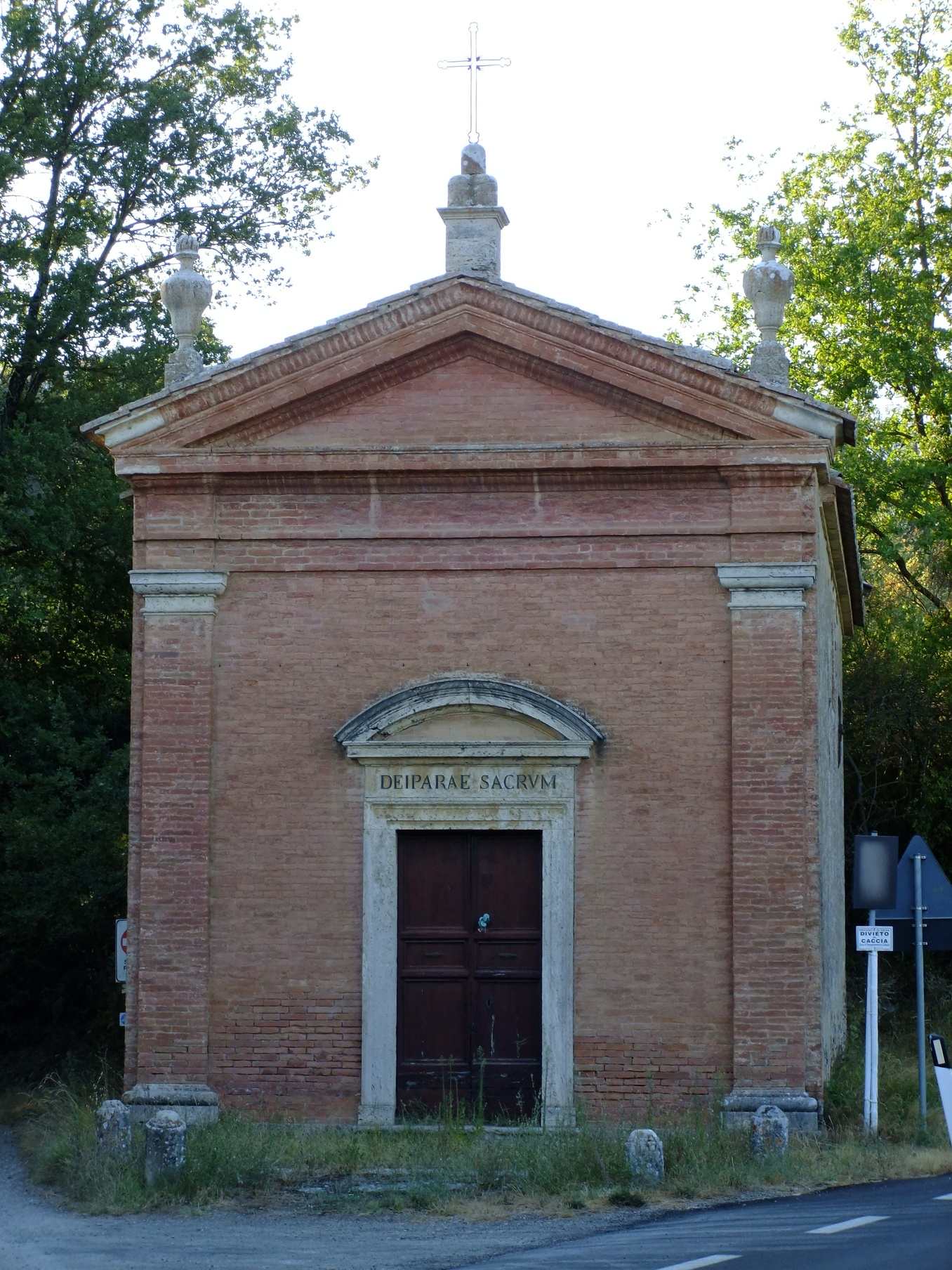
Chiesa della Madonna del Tribbio.

La chiesa di Santa Maria delle Grazie, anche detta della Madonna del Tribbio, si trova fuori dall'abitato di San Giovanni d'Asso, lungo la strada per Asciano, all'esterno del cimitero.
Ricostruita tra il novembre 1816 e il 1818 in luogo di una cappella della fine del XVI secolo, venne gravemente danneggiata durante la seconda guerra mondiale e successivamente restaurata.
All'esterno, la chiesa presenta una semplice facciata a capanna in mattoni rossi, terminante con un timpano triangolare poggiante su due lesene, che incorniciano il portale con cornice e timpano semicircolare marmorei. L'interno è a navata unica di due campate coperta con volta a botte lunettata; essa termina con l'abside poligonale, al centro della quale vi è l'altare in stucco, con mensa poggiante su due colonnine, sormontato dall'ancona un tempo ospitante la pala Madonna con Bambino, Santa Caterina e San Giovanni Battista di Bartolomeo Neroni (prima metà del XVII secolo), attualmente nel Museo diocesano d'arte sacra di Pienza.

### Architetture civili

#### Castello
Il castello di San Giovanni d'Asso è situato nel nucleo antico del centro abitato, sul versante opposto rispetto alla pieve di San Giovanni Battista, di fianco alla chiesa della Misericordia.

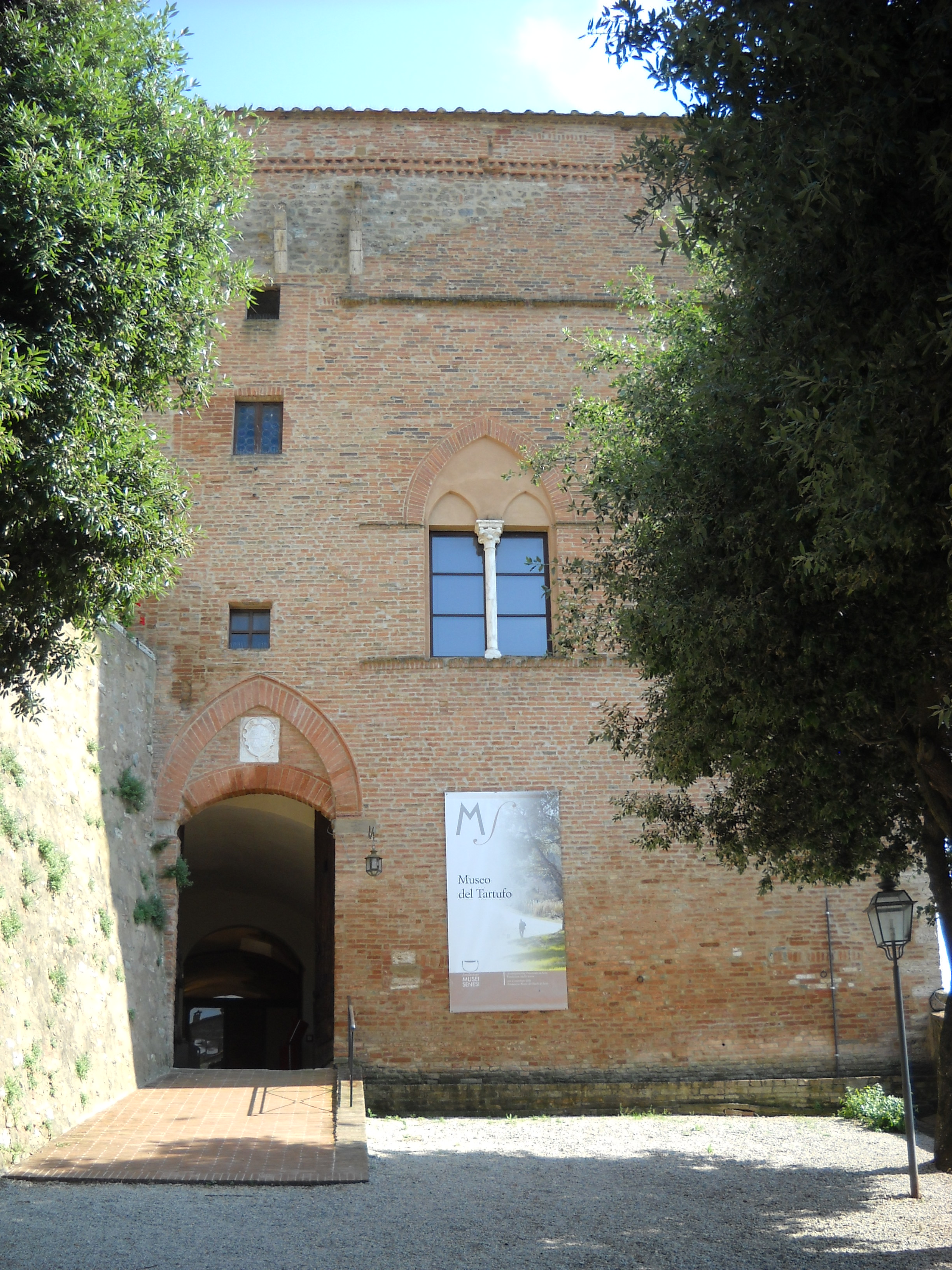
Facciata settentrionale del castello.

L'edificio, costituito da tre corpi di fabbrica uniti fra di loro, venne costruito a più riprese tra il 1100 e la prima metà del XV secolo; particolare importanza rivestono i lavori condotti dalla famiglia Petroni, che acquisì il castello all'inizio del XIV secolo. Nell'anno 1539 Benedetto del fu Giovanni di Benedetto Martinozzi vendette il palazzo (già Castello), le terre e i diritti su San Giovanni d'Asso a Giulio Pannilini. La famiglia Pannilini ne conservò il possesso fino agli inizi del secolo scorso. In seguito ad importanti interventi di restauro, terminati nel 1999, ospita sia gli uffici dell'amministrazione comunale, svolgendo il ruolo di casa comunale, sia il Museo del tartufo.
La facciata principale del castello è rivolta verso settentrione e vi si accede da piazza Antonio Gramsci, ed è caratterizzata dal portone d'ingresso con arco ogivale senese; un secondo ingresso si trova sul fianco orientale, che dà su piazza Vittorio Emanuele II, nel cuore del borgo antico. Le due entrate sono unite da due rampe di scale passanti per il cortile, caratterizzato da un alto portico su pilastri ottagonali sormontato da un loggiato.
L'ambiente più importante del palazzo è la Sala del caminetto, con accesso sul cortile e ampie bifore lungo la fiancata occidentale; essa prende il nome dall'ampio caminetto che si apre al centro della parete sud, dirimpetto al lavabo marmoreo del XVII secolo. Le pareti sono decorate con affreschi realizzati tra la fine del XVI secolo e l'inizio del XVII da un pittore della cerchia di Ventura Salimbeni raffiguranti una grottesca che corre poco sotto il soffitto e tre stemmi di importanti membri della famiglia Pannilini e delle relative consorti.

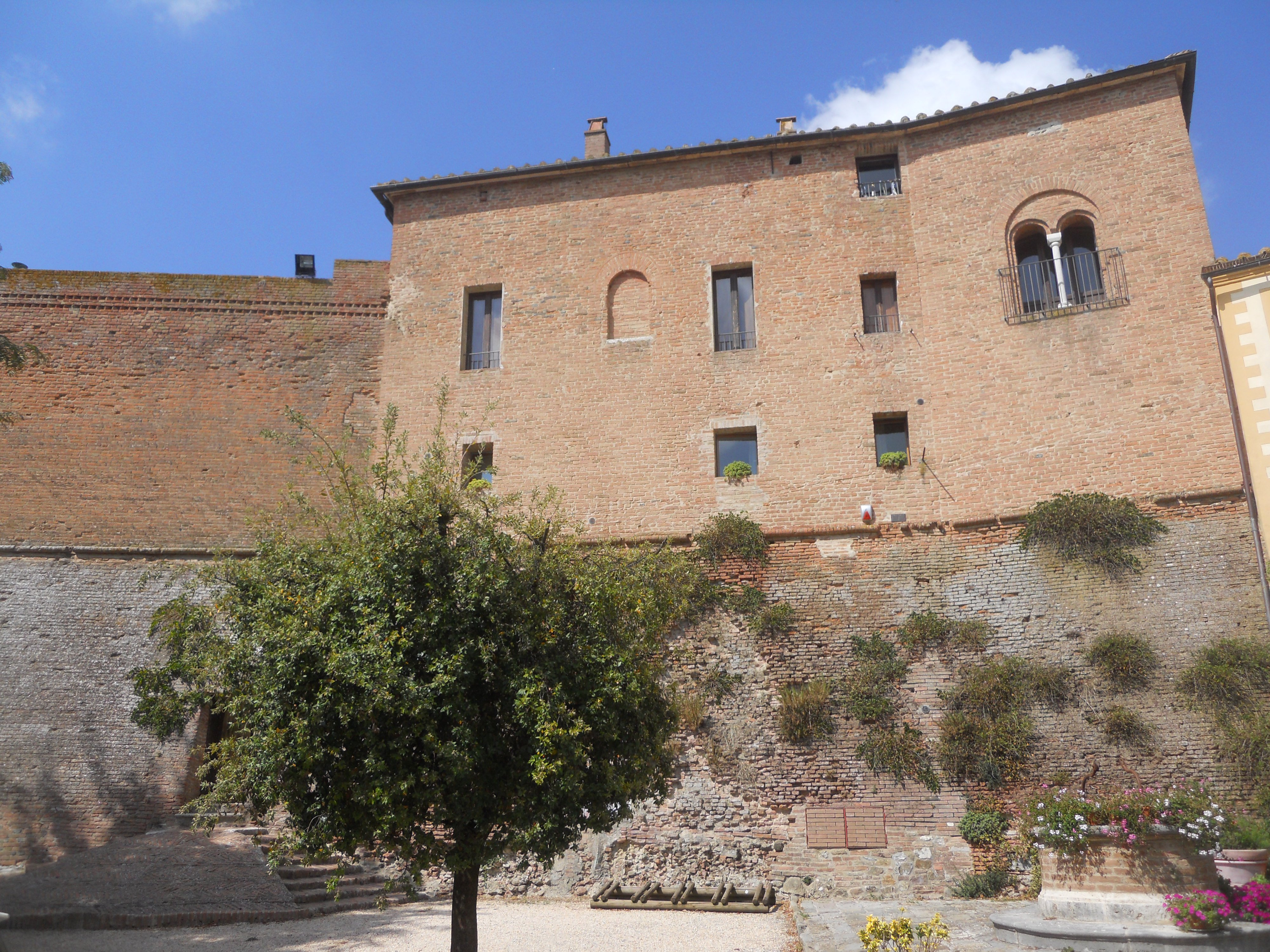
Fianco orientale
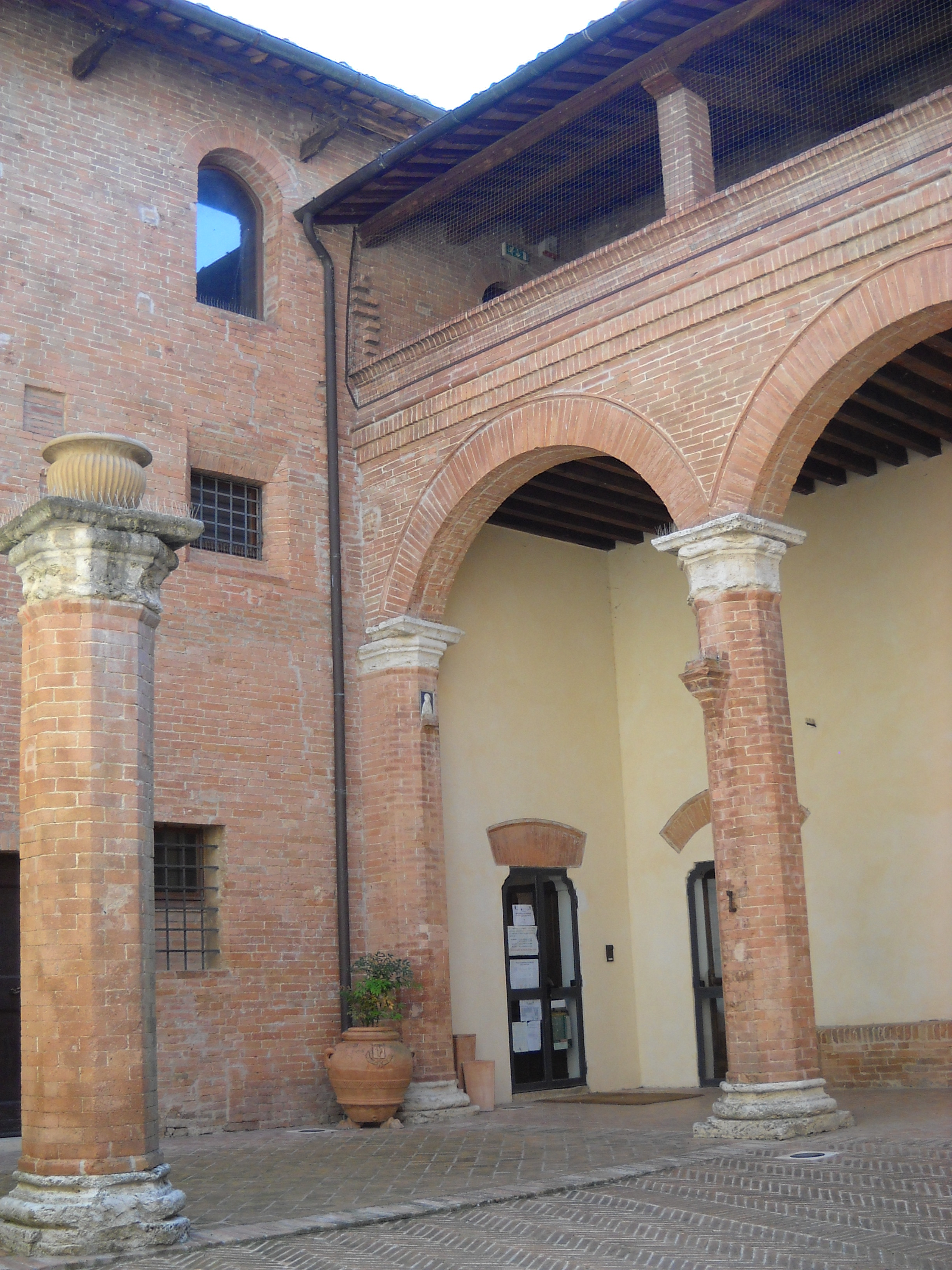
Cortile interno
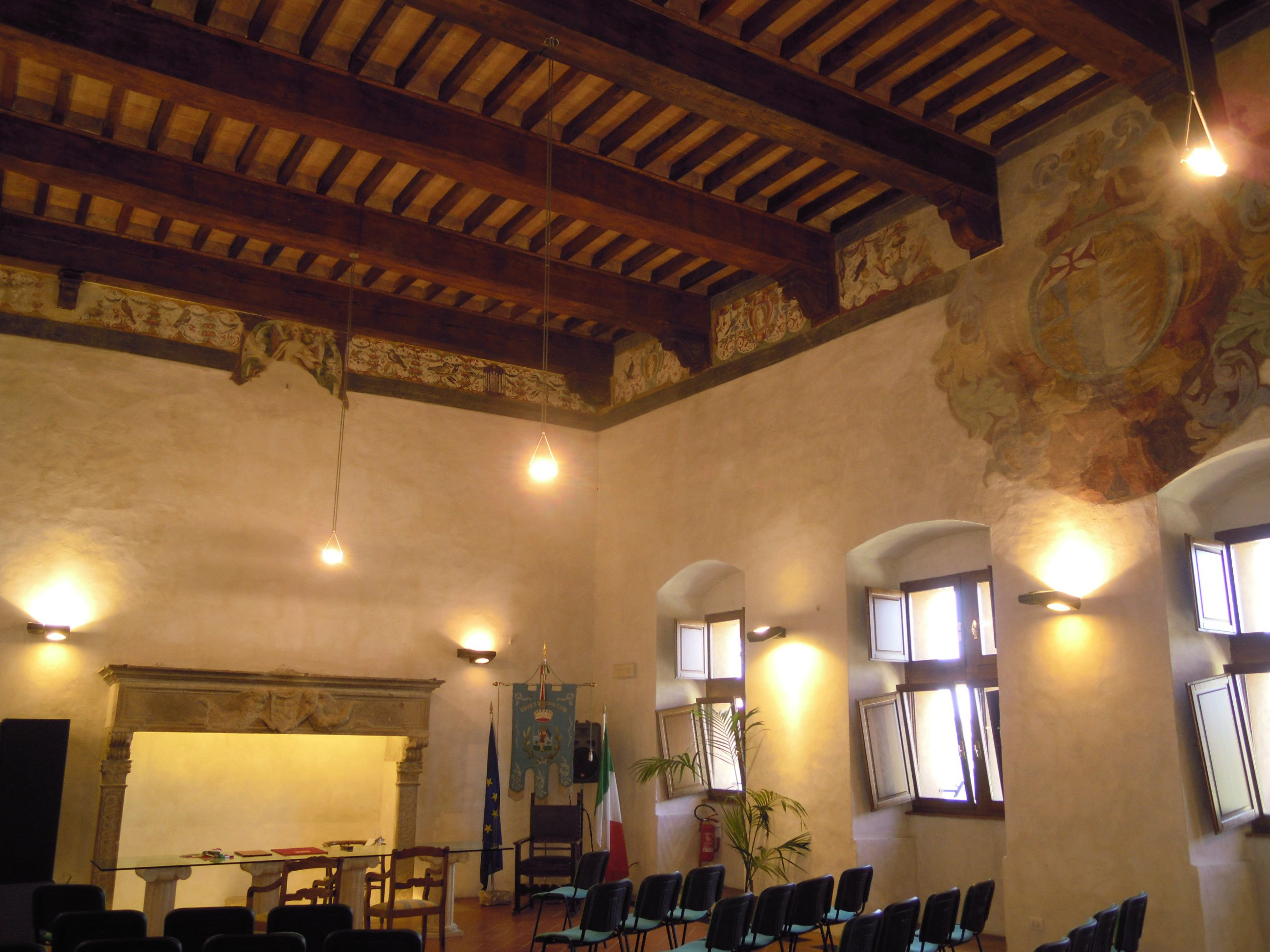
Sala del caminetto
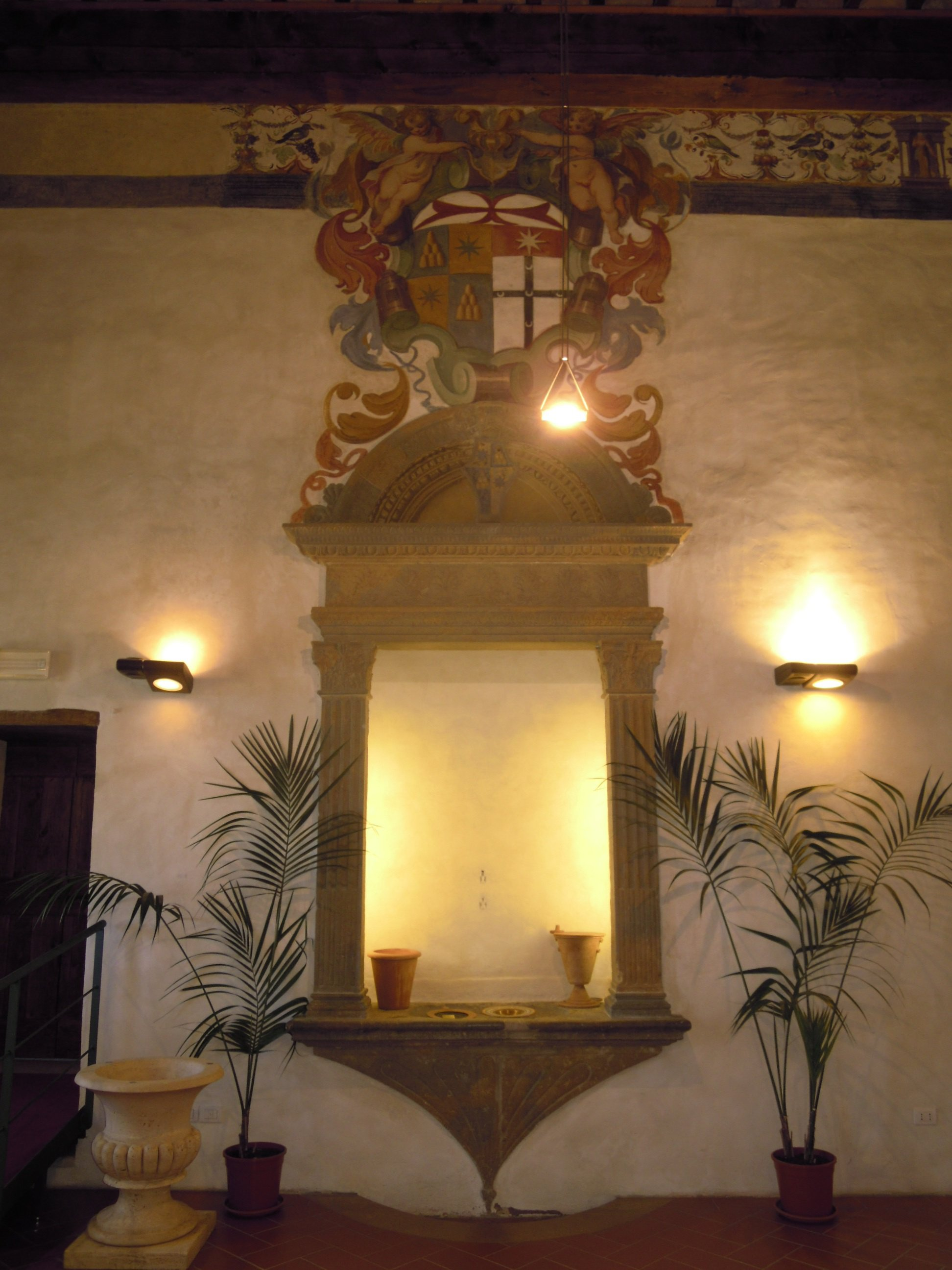
Lavabo cinquecentesco

#### Villa Ferrano
Villa Ferrano sorge su un poggio ad ovest di San Giovanni d'Asso, dirimpetto al castello, raggiungibile tramite una strada che nasce dalla strada provinciale 14 Traversa dei Monti nel tratto per Torrenieri.
Una prima villa venne costruita nel XVI secolo e nel 1736 divenne di proprietà della nobile famiglia senese dei Marsili; l'attuale complesso, invece, è risalente alla metà del XVIII secolo ed è composto da un edificio principale, che costituisce l'antica residenza, e da varie costruzioni accessorie.
All'interno del complesso della villa si trova anche la cappella della Madonna del Rosario, la cui costruzione terminò nel 1775. L'edificio, che presenta varie analogie con la cappella di San Girolamo di Castelletto Accarigi, esternamente ha una semplice facciata in cotto con, al centro, lo stemma marmoreo della famiglia Marsili; all'interno, l'ambiente è costituito da un'unica navata di due campate con volta a crociera, senza abside; l'altare, addossato alla parete di fondo, è caratterizzato dalla ricca ancona in stucco. Al di sopra della sacrestia, nel 1853, venne aperta un coretto con affaccio sulla chiesa da dove i proprietari assistevano alla Messa.

### Altro

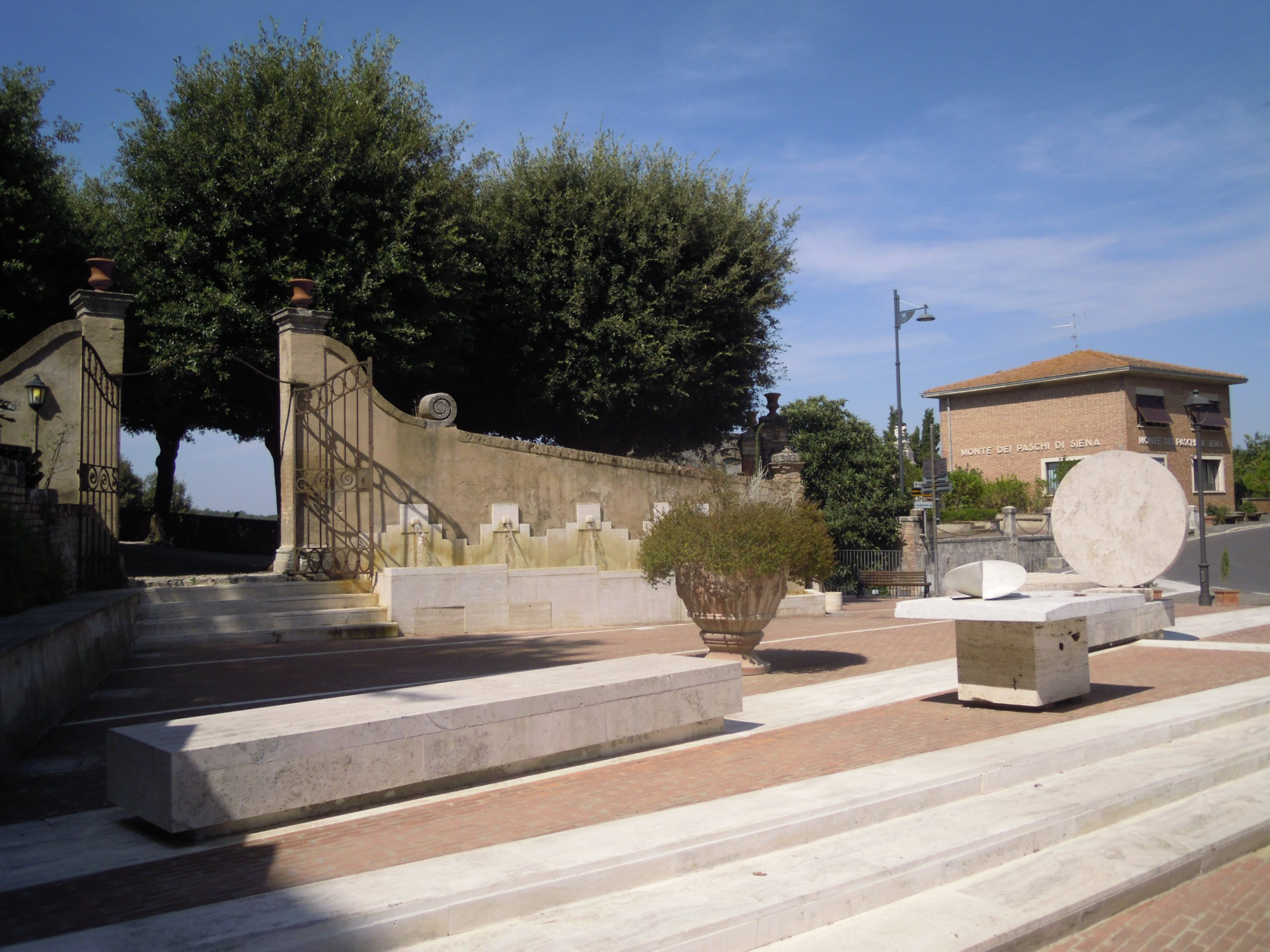
Piazza Antonio Gramsci.

La piazza principale di San Giovanni d'Asso è piazza Vittorio Emanuele II. Questa è situata al centro nel nucleo antico del paese ed è caratterizzata dalla forma allunga; su di essa si affacciano a ovest il castello e la chiesa della Misericordia, a est, preceduta da un sagrato, la pieve di San Giovanni Battista.
Nel punto in cui via delle More diventa via XX Settembre, ambedue facenti parte del tratto urbano della strada provinciale 60 del Pecorile, si trova piazza Antonio Gramsci, che unisce il borgo antico a quello moderno. L'attuale assetto della piazza risale al 2004-2007, quando è stata riorganizzata su progetto dello studio Tetractis Progetti; la parte pedonalizzata è caratterizzata dalla pavimentazione in cotto, con panchine ed elementi decorativi geometrici in marmo. Sulla piazza si affaccia la facciata settentrionale del castello.

### Aree naturali

#### Bosco della Ragnaia
(Motto del Bosco)
Il Bosco della Ragnaia è un bosco-giardino situato a nord-ovest del paese, lungo la strada verso Asciano e l'abbazia di Monte Oliveto Maggiore.
Il parco, che copre circa 9 ettari, è opera dell'artista Sheppard Craige che, dal 1996, continua ad ampliarlo e ad abbellirlo. Fra le sculture più importanti all'interno del Bosco della Ragnaia vi sono l'Altare dello Scetticismo, l'Oracolo di Te stesso e il Centro dell'Universo, facenti parti di un disegno che non vuole basarsi su un senso preciso, ma essere aperto a tutte le possibili interpretazioni. Nel 2015 il European Garden Heritage Network (EGHN) gli ha conferito il secondo premio nella categoria "Innovative contemporary concept or design of park or garden".

## Società

### Evoluzione demografica
Abitanti censiti

### Etnie e minoranze straniere
Secondo i dati ISTAT al 31 dicembre 2009 la popolazione straniera residente era di 116 persone. Le nazionalità maggiormente rappresentate in base alla loro percentuale sul totale della popolazione residente erano:
- Regno Unito 16 1,78%
- Germania 12 1,33%
- Albania 12 1,33%
- Stati Uniti d'America 9 1,00%

## Cultura

### Musei
All'interno di una parte del castello di San Giovanni d'Asso è ospitato il Museo e Centro didattico del Tartufo e delle erbe spontanee, inaugurato il 13 novembre 2004.
Primo museo italiano dedicato al tartufo, quello di San Giovanni d'Asso consta in un'esposizione che si articola in quattro sezioni: la prima è dedicata denominata Il tartufo e i sensi con particolare attenzione su gusto, olfatto, tatto e udito; la seconda, Viaggio al centro del tartufo, è incentrata sulla vista; segue l'esposizione della lavorazione del tartufo; da ultimo un erbario, aggiunto nel 2007.
Nel 2014 è stata inaugurata la sezione all'aperto del museo denominata "L'Orto di Sesto" che fa ripercorrere al visitatore gli habitat naturali dei tre tipo di tartufo presenti nel territorio: Bianco Pregiato, Bianchetto o Marzuolo e Scorzone o Estivo.

### Media
Nel territorio di San giovanni d'Asso sono state girate molte scene del film "Cari fottutissimi amici" di Mario Monicelli prodotto nel 1994 con protagonista Paolo Villaggio.
Sempre nel territorio di San Giovanni d'Asso sono state girate alcune sequenze del film L'amore ritrovato di Carlo Mazzacurati, prodotto nel 2004.
Nel 2012, San Giovanni d'Asso è stato scelto per ospitare le riprese, iniziate a luglio, della serie di documentari Museum secrets trasmessa dalle emittenti televisive BBC, History Canada e UK TV.
Mentre nel 2006 sono state girate diverse scene della mini serie Tv "Gino Bartali - L'intramontabile"  che hanno visto coinvolto l'intero borgo di Lucignano d'Asso.

### Eventi

#### Festa dello Scricchio

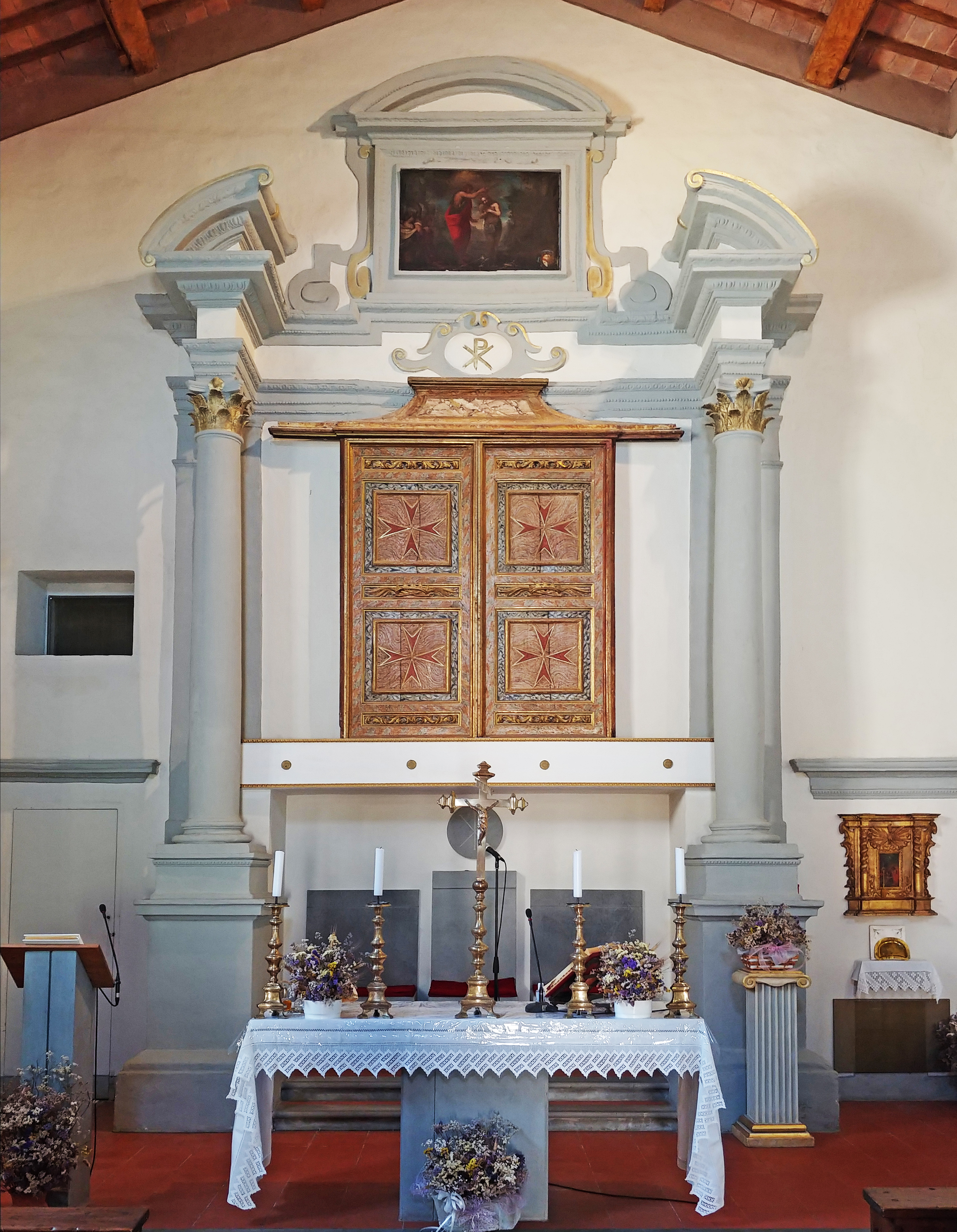
L'altare della pieve di San Giovanni Battista, sormontato dall'armadio-reliquiario seicentesco.

La domenica in albis si tiene nel capoluogo la festa dello Scricchio.
Le celebrazioni iniziano la sera del sabato dell'Ottava di Pasqua, quando vengono aperte le ante del grande armadio-reliquiario posto al centro dell'ancona dell'altare della pieve di San Giovanni Battista e viene estratto a sorte il nome del santo la cui reliquia verrà portata processionalmente; la processione, cui partecipano il parroco, le autorità civili e militari e la popolazione di San Giovanni d'Asso, si tiene il giorno successivo, dopo la Messa domenicale, e si snoda per le vie del paese.
La sera della domenica ha luogo l'attesa chiusura delle ante dell'armadio-reliquiario della pieve le quali, muovendosi, producono uno scricchiolio, dal quale prende il nome la festa e che veniva ritenuto di buon auspicio per il raccolto.
In concomitanza con i festeggiamenti religiosi vengono organizzati dalla pro loco eventi culturali con spettacoli ed esposizioni temporanee.

## Geografia antropica

### Urbanistica
Il piano regolatore generale comunale di San Giovanni d'Asso è caratterizzato da una particolare caratteristica del territorio del municipio, ovvero quella di essere ricco di giacimenti di tartufo bianco delle Crete Senesi: pertanto le aree tartufigene sono identificate e tutelate da eventuali alterazioni da parte dell'uomo ed è parimenti vietato l'utilizzo di prodotti chimici ed essenze non compatibili con il tartufo.

### Frazioni
Nel territorio del municipio (e prima del comune) di San Giovanni d'Asso sono comprese anche Montisi (unica frazione secondo il vecchio statuto comunale) e le borgate di Lucignano d'Asso, Montelifré, Monterongriffoli e Vergelle.

## Infrastrutture e trasporti

### Strade

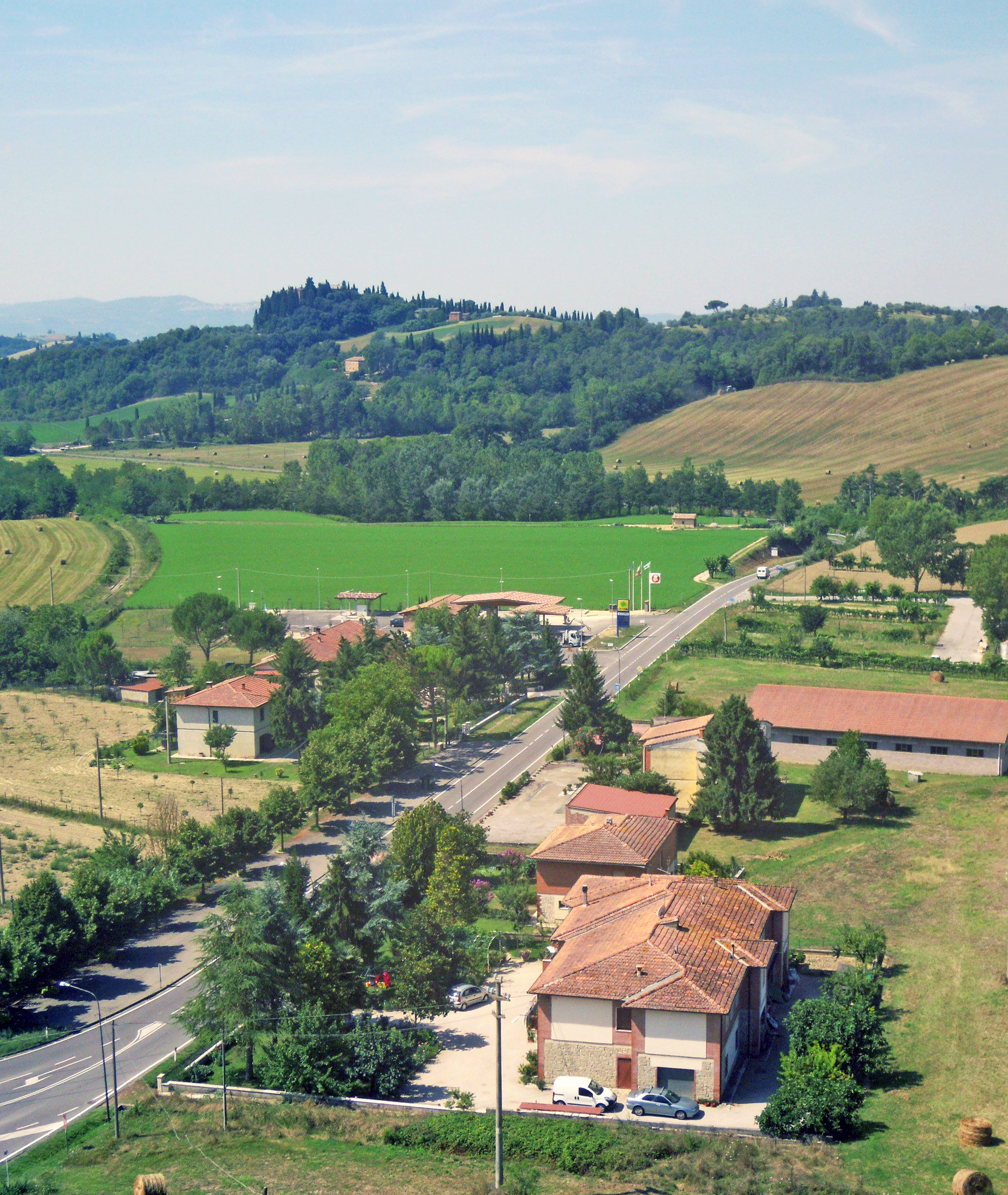
La strada provinciale 14 Traversa dei Monti vista da San Giovanni d'Asso in direzione di Torrenieri.

Il territorio di San Giovanni d'Asso è solcato da due principali direttrici, la strada provinciale 14 Traversa dei Monti, in direzione di Trequanda a nord e di Torrenieri a sud e che passa dalla frazione di Montisi, e la strada provinciale 60 del Pecorile, in direzione dell'abbazia di Monte Oliveto Maggiore e di Asciano, che si unisce alla Traversa dei Monti alle pendici del colle su cui sorge il centro abitato, nel tratto urbano di questa. Vi è inoltre la strada provinciale 75 di Pieve a Salti, in direzione di Buonconvento, a sterro, passante per l'abitato omonimo.

### Ferrovie
Il centro abitato è servito dall'omonima stazione ferroviaria posta lungo la ferrovia Asciano-Monte Antico, chiusa al traffico passeggeri dal 1994 e dallo stesso anno, a cura della FVO - Ferrovia della Val d'Orcia fino al 2011, poi della provincia di Siena, utilizzata a scopo turistico per le corse del Trenonatura, con rotabili d'epoca.

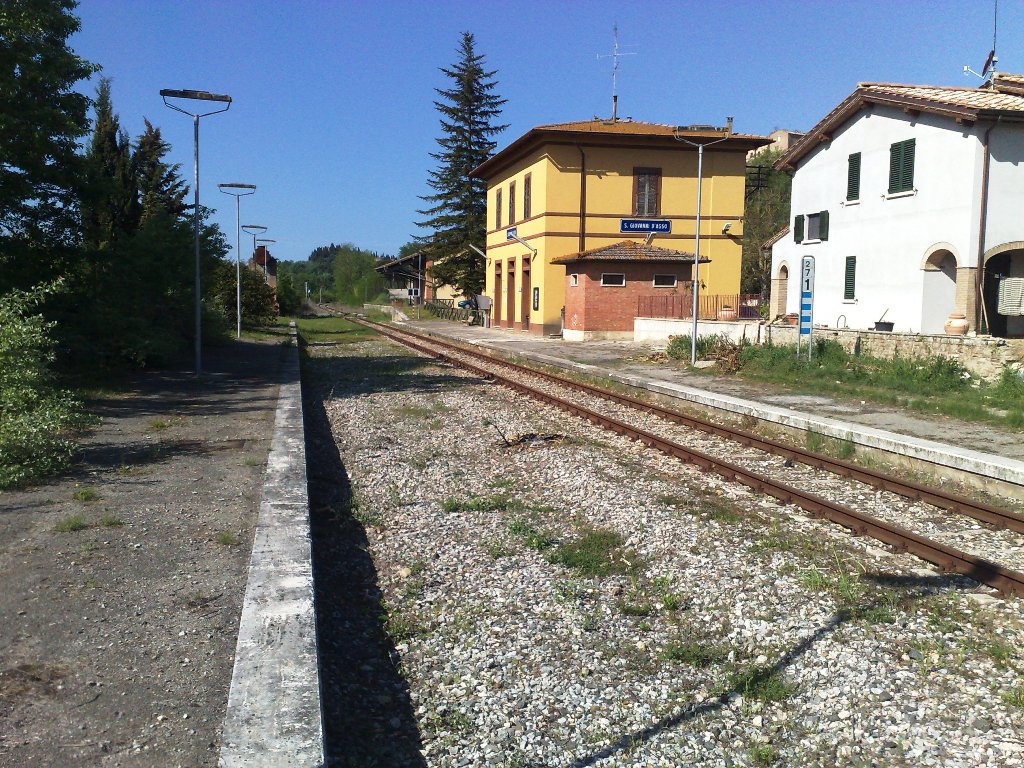
La stazione di San Giovanni d'Asso lungo la ferrovia Asciano-Monte Antico.

La stazione, chiusa al regolare traffico viaggiatori e unicamente servita dalle corse del Trenonatura, è situata ad una quota inferiore rispetto al centro storico di San Giovanni d'Asso, lungo l'omonima strada che parte dalla confluenza della strada provinciale 60 del Pecorile nella strada provinciale 14 Traversa dei Monti. Un tempo dotata anche di scalo merci e binario di raddoppio, attualmente consta in un unico binario passante con fabbricato viaggiatori e servizi igienici.

### Mobilità extraurbana
San Giovanni d'Asso è servito dalle seguenti linee della società consortile Autolinee Toscane, precedentemente gestito da Tiemme Toscana Mobilità e prima Siena Mobilità: 109 (Siena-Asciano-San Giovanni d'Asso-Castelmuzio) e 119 (Montisi-San Giovanni d'Asso-Torrenieri).
Il comune, inoltre, gestiva un servizio di trasporto pubblico "a chiamata", attivo la mattina dei giorni feriali da lunedì a venerdì, che collegava, a seconda delle corse, San Giovanni d'Asso, Montisi, Monterongriffoli e Lucignano d'Asso a Torrenieri, Asciano e Sinalunga in coincidenza con corse su strada della Tiemme Toscana Mobilità e su ferrovia di Trenitalia.

## Amministrazione
Di seguito è presentata una tabella relativa alle amministrazioni che si sono succedute in questo comune fino al primo gennaio 2017, data in cui il comune si è stato fuso con quello di Montalcino.
| Periodo          | Periodo          | Primo cittadino  | Partito                                                        | Carica  | Note   |
| ---------------- | ---------------- | ---------------- | -------------------------------------------------------------- | ------- | ------ |
| 27 febbraio 1989 | 8 giugno 1990    | Roberto Cappelli | Partito Comunista Italiano                                     | Sindaco | [ 56 ] |
| 8 giugno 1990    | 24 aprile 1995   | Roberto Cappelli | Partito Comunista Italiano, Partito Democratico della Sinistra | Sindaco | [ 56 ] |
| 24 aprile 1995   | 14 giugno 1999   | Roberto Cappelli | lista civica                                                   | Sindaco | [ 56 ] |
| 14 giugno 1999   | 14 giugno 2004   | Roberto Cappelli | lista civica                                                   | Sindaco | [ 56 ] |
| 14 giugno 2004   | 8 giugno 2009    | Michele Boscagli | centro-sinistra                                                | Sindaco | [ 56 ] |
| 8 giugno 2009    | 26 maggio 2014   | Michele Boscagli | centro-sinistra                                                | Sindaco | [ 56 ] |
| 26 maggio 2014   | 31 dicembre 2016 | Fabio Braconi    | lista civica di centro-sinistra: per San Giovanni d'Asso       | Sindaco | [ 56 ] |